# Koppelingsfrequentie
De koppelingsfrequentie is een percentage dat gebruikt wordt om te beschrijven wat de kans is dat 2 genen die op eenzelfde chromosoom liggen samen overgeërfd worden. Het is per definitie de tegenhanger van de recombinatiefrequentie. Indien 2 genen een recombinatiefrequentie hebben van 0 cM (centimorgan), is er dus een koppelingsfrequentie van 100 cM (1M)